# Trường mầm non

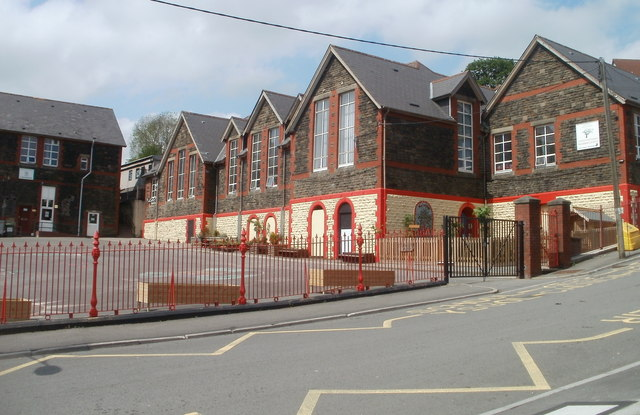
Trường mầm non Llwyncelyn, Porth (2011)

Trường mầm non là trường học dành cho trẻ em từ 4 đến 7 tuổi.  rường mầm non thường là một trường nhỏ phục vụ cho một khu vực cụ thể. Đôi khi trường mầm non là một bộ phận trong một trường tiểu học lớn hơn, giáo dục trẻ em đến khoảng 11 tuổi.
Trường mầm non là một phần của hệ thống giáo dục địa phương cung cấp giáo dục tiểu học. Ở Anh và Wales, trẻ em bắt đầu đi học mẫu giáo từ 4 đến 5 tuổi trong lớp Reception. Đôi khi trẻ chỉ đi học bán thời gian (chỉ vào buổi sáng hoặc chỉ vào buổi chiều) trong học kỳ đầu tiên.
Ở Anh, lớp Reception được coi là một phần của giáo dục mầm non, trong khi hai năm tiếp theo được gọi là Key Stage 1. Ở Wales, toàn bộ trường mẫu giáo và trường mầm non đều được bao gồm trong giai đoạn nền tảng.
Sau trường mầm non là trường cấp tiểu, được gọi chính thức ở cả Anh và Wales là Key Stage 2.